# Haas VF-21
Chronologie des modèles (2021)
Haas VF-20 Haas VF-22
La Haas VF-21 est la monoplace de Formule 1 engagée par l'écurie américaine Haas F1 Team dans le cadre de la saison 2021 du championnat du monde de Formule 1. Elle est pilotée par deux pilotes novices en Formule 1, le Russe Nikita Mazepin et l'Allemand Mick Schumacher, fils du septuple champion du monde Michael Schumacher.

## Résultats en championnat du monde de Formule 1
| Saison | Écurie                | Moteur                      | Pneus   | Pilotes         | Courses | Courses | Courses | Courses | Courses | Courses | Courses | Courses | Courses | Courses | Courses | Courses | Courses | Courses | Courses | Courses | Courses | Courses | Courses | Courses | Courses | Courses | Points inscrits | Classement |
| Saison | Écurie                | Moteur                      | Pneus   | Pilotes         | 1       | 2       | 3       | 4       | 5       | 6       | 7       | 8       | 9       | 10      | 11      | 12      | 13      | 14      | 15      | 16      | 17      | 18      | 19      | 20      | 21      | 22      | Points inscrits | Classement |
| ------ | --------------------- | --------------------------- | ------- | --------------- | ------- | ------- | ------- | ------- | ------- | ------- | ------- | ------- | ------- | ------- | ------- | ------- | ------- | ------- | ------- | ------- | ------- | ------- | ------- | ------- | ------- | ------- | --------------- | ---------- |
| 2021   | Uralkali Haas F1 Team | Ferrari V6 turbo Tipo 065/6 | Pirelli |                 | BAH     | EMI     | POR     | ESP     | MON     | AZE     | FRA     | STY     | AUT     | GBR     | HON     | BEL     | P-B     | ITA     | RUS     | TUR     | USA     | MEX     | BRE     | QAT     | SAU     | ABU     | 0               | 10e        |
| 2021   | Uralkali Haas F1 Team | Ferrari V6 turbo Tipo 065/6 | Pirelli | Nikita Mazepin  | Abd.    | 17e     | 19e     | 19e     | 17e     | 14e     | 20e     | 18e     | 19e     | 17e     | Abd.    | 17e     | Abd.    | Abd.    | 18e     | 20e     | 17e     | 18e     | 17e     | 18e     | Abd.    | Forf.   | 0               | 10e        |
| 2021   | Uralkali Haas F1 Team | Ferrari V6 turbo Tipo 065/6 | Pirelli | Mick Schumacher | 16e     | 16e     | 17e     | 18e     | 18e     | 13e     | 19e     | 16e     | 18e     | 18e     | 12e     | 16e     | 18e     | 15e     | Abd.    | 19e     | 16e     | Abd.    | 18e     | 16e     | Abd.    | 14e     | 0               | 10e        |

Légende : ici 
- *Le pilote n'a pas terminé la course mais est classé pour avoir parcouru 90% de la distance prévue.